# Ashikaga Yoshiteru

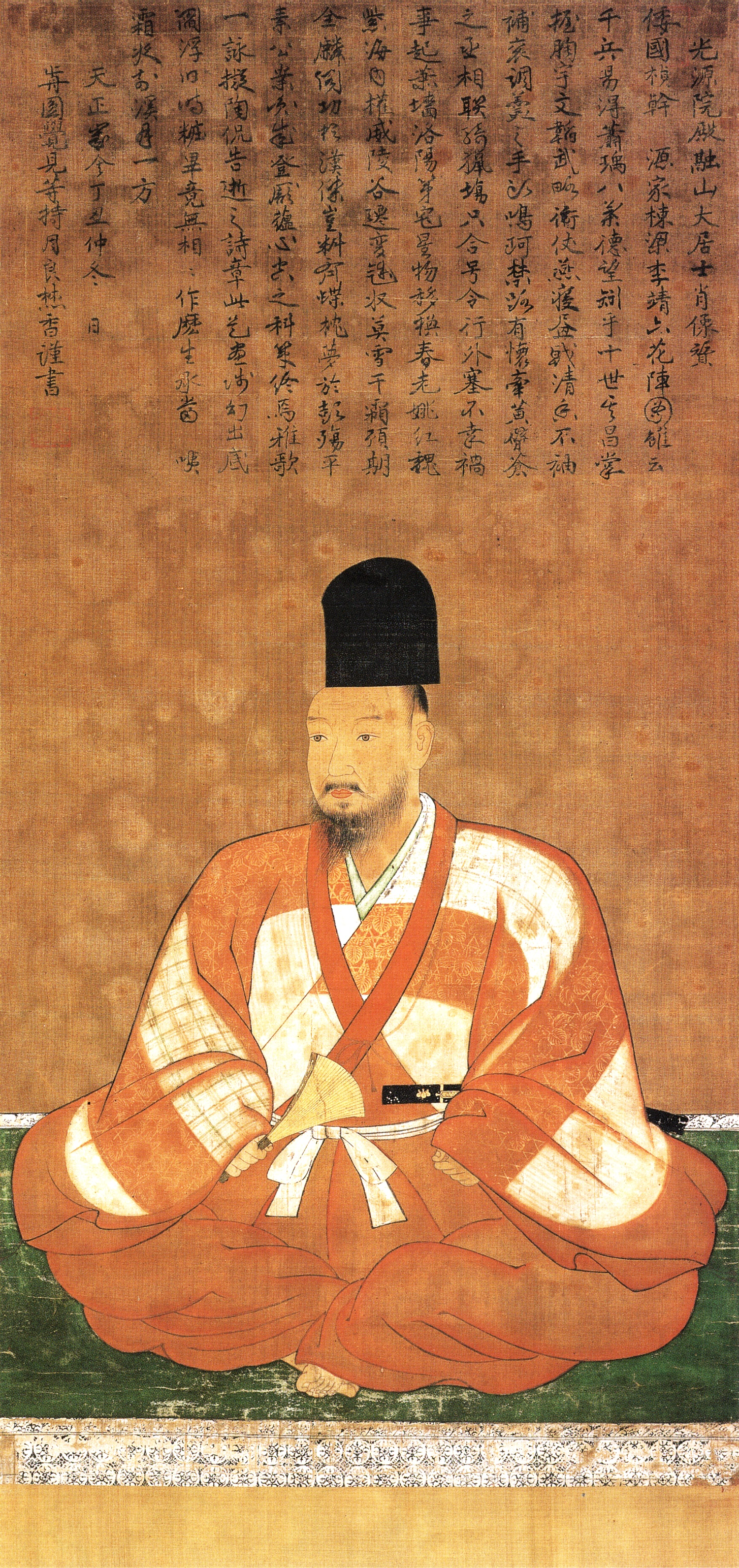
Ashikaga Yoshiteru

Ashikaga Yoshiteru (jap. 足利 義輝; * 31. März 1536; † 17. Juni 1565) war der 13. Shōgun des Ashikaga-Shogunates und regierte von 1546 bis 1565 in der späten Muromachi-Zeit in Japan. Er war der älteste Sohn des 12. Shōgun, Ashikaga Yoshiharu. Seine Mutter war eine Tochter von Konoe Taneie, der später Keijuin (慶寿院) genannt werden sollte. Sein jüngerer Bruder Ashikaga Yoshiaki wurde der 15. und letzte Shōgun.

## Leben
Nachdem sein Vater Ashikaga Yoshiharu 1546 wegen eines politischen Kampfes mit Hosokawa Harumoto zum Rücktritt gezwungen wurde, wurde Yoshiteru Seii Taishōgun, allerdings eine Marionette der Hosokawa, wie schon sein Vater. Yoshiteru war damals erst 11 Jahre alt und die Zeremonie zu seiner Amtseinsetzung fand in der in Sakamoto in der Provinz Ōmi außerhalb der Hauptstadt Kyōto statt.
Nachdem Yoshiteru im Amt war, schloss sein Vater Yoshiharu ein Abkommen mit Harumoto, um nach Kyōto zurückkehren zu können. Harumotos Gefolgsmann Miyoshi Nagayoshi brach jedoch mit Harumoto und lief zur Seite von Hosokawa Ujitsuna über und zwischen den beiden Hosokawa brach ein Krieg aus, in dessen Ergebnis Yoshiteru, Yoshiharu und Harumoto aus Kyōto vertrieben wurden. 1550 starb Yoshiharu in der Provinz Ōmi ohne wieder nach Kyōto zurückkehren zu können.
1552 schloss Yoshiteru Frieden mit Nagaharu, um nach Kyōto zurückkehren zu können. Im folgenden Jahr begannen jedoch Yoshiteru und Harumoto einen Krieg gegen Nagayoshi, um dessen Einfluss zu brechen. Mit Hilfe von Rokkaku Yoshikata lief der Krieg anfangs gut für Yoshiteru, aber 1558 musste er wegen eines Gegenangriffs von Nagayoshi Kyōto wieder verlassen. Nagayoshi bestand nach dem Sieg nicht darauf, Yoshiteru zu töten, um nicht in den Ruf zu kommen, einen Shōgun getötet zu haben. Stattdessen schloss er Frieden, um Yoshiteru zurück in Kyōto unter seinem Einfluss zu haben. Nagayoshi wurde offiziell ein Berater von Yoshiteru, der jedoch letztlich nur sein machtloser Erfüllungsgehilfe war.
Umgeben von Daimyō, die die Autorität des Shōgun für ihre eigenen Zwecke nutzen wollte, gelang es Yoshiteru mit diplomatischen Mitteln dennoch, die Autorität des Shōgun wieder zu festigen.
Durch seine Versuche, einen Frieden zwischen so bekannten Daimyō wie Takeda Shingen und Uesugi Kenshin, Shimazu Takahisa und Ōtomo Yoshishige sowie Mōri Motonari und Amago Haruhisa zu verhandeln, wurde die Autorität des Shōgun wieder von verschiedenen Daimyō anerkannt. Er hatte wenig Ressourcen, vergab aber bei passender Gelegenheit sein Kanji 輝 an verschiedene Samurai wie Mōri Terumoto, um etwas einem Paten ähnliche Stellung zu ihnen einzunehmen.
Yoshiteru wurde wegen seiner Aktionen respektiert und viele Forscher sehen ihn als letzten effektiven Shōgun an. Oda Nobunaga und Uesugi Kenshin waren unter den vielen Daimyō und Samurai, die nach Kyōto reisten, um dem Shōgun Respekt zu zollen.
1564 starb Nagayoshi an Krankheit und Yoshiteru sah eine Gelegenheit, um die volle Macht eines Shōguns zu erlangen. Matsunaga Hisahide und drei andere Mitglieder des Familienrates der Miyoshi, die wie Nagayoshi im Hintergrund agieren wollten, war jedoch jedes Mittel recht, um Yoshiteru die Macht zu nehmen und Ashikaga Yoshihide als Marionette einzusetzen.
1565 belagerten Hisahide, drei Miyoshi und Miyoshi Yoshitsugu eine Ansammlung von Gebäuden, die später die Burg Nijō werden sollten und wo Yoshiteru lebte. Yoshiteru liebte das Kenjutsu und hatte sich von Kamiizumi Nobutsuna und Tsukahara Bokuden die Kunst des Kampfes mit dem Katana lehren lassen. Er holte über ein Dutzend Katana, die ihm von verschiedenen Daimyō geschenkt worden waren, hervor und es wird gesagt, dass er persönlich eine große Anzahl der Feinde getötet habe, während der ein unbezahlbares Katana nach dem anderen zur Seite warf, da es im Kampf zerbrochen war. Ohne Hilfe von Daimyō, die ihn rechtzeitig zu Hilfe kommen konnten, wurden die wenigen Truppen unter Yoshiteru von der Übermacht der Miyoshi überrannt. Yoshiteru starb durch Seppuku. Yoshiterus Mutter soll am gleichen Tag gestorben sein.
Drei Jahre später wurde sein Cousin Ashikaga Yoshihide der 14. Shōgun.
Wegen seiner inneren Stärke und den Fähigkeiten mit dem Katana, mit dem er regelmäßig übte, wurde Yoshiteru Kengō Shōgun (剣豪将軍) genannt und war einem Samurai und Kriegsherren so nahe, wie es kaum ein Shōgun seit Ashikaga Takauji war. Sein persönliches Verhalten wurde hoch geschätzt, aber trotz aller seiner Aktivitäten getötet worden zu sein, zerstörte die wenige Anerkennung und Autorität des Shogunate wieder.
Das Waka, das Yoshiteru bei seinem Tod hinterlassen haben soll, zeigt, wie weit seine Träume gingen und wie gering seine Errungenschaften waren:
五月雨は　露か涙か　不如帰
我が名をあげよ　雲の上まで
Samidare wa Tsuyu ka Namida ka Hototogisu
Waga na o ageyo Kumo no Ue made.
Der Mairegen fällt, sind es meine Tränen oder der Dunst, der mich umgibt?
Hototogisu (ein Kuckuck (Cuculus poliocephalus), dessen Kanji auch als um niemals zurückzukehren gelesen werden kann) nimmt meinen Namen und steigt über die Wolken.